# Zkušební oblast
Zkušební oblast (v anglickém originále Proving Ground) je epizoda seriálu Star Trek: Enterprise. Jde o třináctý díl třetí řady pátého seriálu ze světa Star Treku.

## Děj
Andorianská loď Kumari pod velením komandéra Shrana pátrá již několik týdnů v Delfské oblasti, jejím cílem je nalezení Enterprise. Mezitím humanoidní Xindové významně pokročili v tvorbě zbraně proti Zemi a za tři dny se má konat její test.
Ale ani Enterprise nezahálí, Hoshi zachytí signaturu kemocitu, který si s sebou vzali ještěrovití Xindové v epizodě Zásilka. Také se jí ve spolupráci s T'Pol podařilo z třiceti procent obnovit databázi zničenou fanatikem D'Jamatem. V cestě ke kemocitu jim ovšem brání oblast anomálií a oblet by trval příliš dlouho, takže kapitán Archer nařídí průlet. Jedna z poruch těžce poškodí Enterprise a ta zde uvízne. V obtížné situace se objeví neznámá loď: jsou to Andoriané a vlečným paprskem vytáhnou Enterprise z obtíží. Shran jim nabídne spolupráci na jejich úkolu a pomoc při opravách; Archerovi se to nezdá, protože by Andoriané měli přístup k důležitým systémům, ale nemá jinou možnost. Stopy kemocitu vedou do soustavy, která obsahuje šest planet, přes 100 měsíců a velké pole trosek. Také se v ní nachází čtyři lodě, všechny xindské. Kumari je vybavena lepšími senzory a poskytne jim detailní snímky. Podle kapitána se jedná o zkušební oblast, kde jsou testovány nové zbraně. Potřebují se ale dostat blíž, k čemuž využijí Andoriany. Shran vystoupí jako kapitán lodi Andorianského důlního konsorcia, která v soustavě pátrá po vzácném archeritu. Degra, který má test zbraně na starosti, mu pod hrozbou zničení nařídí odletět. Z bezpečné vzdálenosti poté sledují, jak Xindové vypustí zbraň, jenž se pokusí zničit malý měsíc. Test není úspěšný a zejména ještěrovití Xindové zuří. Kapitán Archer je spokojený, protože za selhání může vadný kemocit připravený hlavním technikem Gralikem. Následně ukradnou zbraň: zatímco Enterprise zaměstná hlídková plavidla, Kumari vybavená ochranou proti radiaci s Archerem na palubě zbraň zachytí vlečným paprskem a odletí.
Když Archer nařídí Shranovi, aby se dostavil na místo srazu s Enterprise, komandér odmítne. Andoriané od začátku neměli v úmyslu pomoci lidem, jejich cílem byla zbraň a její ničivý účinek. Archer je vyhoštěn v záchranném modulu. Andoriané se ovšem přepočítali. Během oprav Enterprise měli sabotovat senzory, aby je lidé nemohli pronásledovat, jenže Malcolm jejich jednání prohlédl. Archer oznámí Shranovi, že zná přístupové kódy zbraně a na dálku ji aktivuje. Andoriané na poslední chvíli zbraň odhodí a ta exploduje. Později dorazí od Andorianů zašifrovaná zpráva, ve které jim Shran posílá údaje o zbrani, které stačil před jejím zničením získat.